# 上田市立川辺小学校
上田市立川辺小学校（うえだしりつ かわべしょうがっこう）は、長野県上田市にある公立小学校。旧・上田市地区の小県郡川辺村の築地・神畑地区、上田原地区北部と同郡泉田村の上田市残存地域南部（福田・吉田地区）を学区としている。

## 概要・歴史
現在の上田市立川辺小学校は1959年に上田市立川辺小中学校と上田市小県郡川西村組合立泉田小中学校の両中学校が統合して上田市立第四中学校が開校した際、川辺小学校と泉田小学校の上田市残存部南部が統合して再発足したものである。従ってルーツは上記2校である。

### 旧・上田市立川辺小中学校
1889年4月1日に小県郡川辺村が発足した際「中之条学校」の上田原分教場が分離独立し「小泉学校」の学区の一部を編入して村立川辺尋常小学校として発足しているが、ルーツは1872年、学制頒布の翌年に小県郡上田原・築地・下之条・神畑の4村を学区として開校した「弘教学校」である。同校は1886年に上田市立城下小学校の前身に当たる「亮功学校」・「若宮学校」と合併して「中之条学校」の上田原分教場となるがこの際築地村が分離して「小泉学校」の学区となった。そして4村が合併して小県郡川辺村が合併すると「中之条学校」は解体、上田原分教場は「小泉学校」の学区も加えて村立川辺尋常小学校として再独立している。1895年には高等科の分置により村立川辺尋常高等小学校と改称している。
1910年に現在地に校舎を移転。1941年に国民学校令により村立川辺国民学校となり終戦。1947年には学制改革により村立川辺小学校と改称し同時に併設で川辺中学校が開校した。（以降川辺小中学校）1954年に小県郡川辺村が戦後初の編入相手として上田市に合併されると上田市立川辺小中学校と改称。このまま1959年を迎えていた。

### 旧・上田市小県郡川西村組合立泉田小中学校
1889年4月1日に小県郡泉田村が発足したことにより1886年発足の「小泉学校」が解体。旧本校が村立泉田尋常小学校として発足したがルーツは北部が1874年分離独立により開校した「中和学校」、南部は「通義学校」である。前者は1873年に上田市立室賀小学校の前身である「有新学校」の分教場として開校。翌年に分離独立して「中和学校」としている。しかし学区は上田市の名刹岩鼻の川西側も含まれるため通学に不便だという事情から「篤信学校」として独立している。後者は1873年に上田市立浦里小学校の前身のひとつ「養正学校」の分教場として開校。翌年独立して「通義学校」としている。
1878年に以上の3校と下室賀村のみとなっていた「有新学校」が合併し「嚮善学校」と改称。1886年に1874年に上室賀村を学区とした「室賀学校」を合併、さらに「弘教学校」の一部を加え「小泉学校」と改称したが小県郡泉田村の発足により解体、旧本校は村立泉田尋常小学校として再発足したのである。1895年には高等科の分置により村立泉田尋常高等小学校と改称している。
1941年に国民学校令により村立泉田国民学校と改称。1947年に学制改革により村立泉田小学校と改称し同時に併設で泉田中学校が開校した。（以降泉田小中学校）1956年に小県郡泉田村は上田市に編入合併され上田市立泉田小中学校と改称するが合併直前ごろから小泉地区の町地域の住民が農村合併運動を起こし（これが小県郡川西村発足のきっかけとなる。）合併後に強硬に主張したため翌年には上田市小県郡川西村組合立泉田小中学校と改称してしまう。そして1959年に泉田小中学校は小泉地区（上田市残存部も含む）が上田市小県郡川西村組合立小泉小中学校として、福田・吉田地区が中学校が上田市立第四中学校の学区となり、小学校が上田市立川辺小学校の学区となり解体された。ちなみに小泉小学校の併設中学校は1960年に統合されて上田市小県郡川西村組合立→村立→上田市立川西中学校となり1988年に上田市立第六中学校と改称している。

### 上田市立川辺小学校再発足以降
1961年に小泉小学校から半過分校を譲渡、統合され学区が拡大（これにより同校は組合立から村立、合併後は上田市立になるが現在は上田市立川西小学校）。以降住宅開発が進み児童数が増大するがこれにより過密化という問題を抱えるようになった。そこで下之条地区と上田原地区の南部、旧小泉小学校の半過分校地区が1984年に開校した上田市立南小学校の学区となり分離。過密が解消された。再発足後は徐々に校舎を改築、現在では鉄筋コンクリート作りとなっている。

## 略年表
- 1873年 - 「弘教学校」開校。小県郡上田原・築地・下之条・神畑の4村を学区とする。
- 1874年 - 小県郡町小泉村・日向小泉村が「有新学校」から独立し「中和学校」が開校したがすぐ日向小泉村が独立し「篤信学校」開校。小県郡福田・吉田2村が「養正学校」から独立し「通義学校」開校。
- 1878年 - 「中和学校」・「篤信学校」・「通義学校」と「室賀学校」が合併し「嚮善学校」発足。
- 1886年 - 「嚮善学校」と「有新学校」が合併し「小泉学校」発足。この際「弘教学校」の一部学区を編入。「弘教学校」、「亮功学校」・「若宮学校」と合併し「中之条学校」の上田原分教場となる。
- 1889年 - 小県郡川辺村・泉田村発足により「中之条学校」・「小泉学校」解体。村立川辺尋常小学校・村立泉田小学校発足。
- 1895年 - 小県郡立高等小学校の廃止による高等科分置により村立川辺尋常高等小学校・村立泉田尋常高等小学校と改称。
- 1910年 - 村立川辺尋常高等小学校が現在地に校舎を建設し移転。
- 1941年 - 国民学校令により村立川辺国民学校・村立泉田国民学校と改称。
- 1947年 - 学制改革の第1弾6・3制の実施により村立川辺小学校・村立泉田小学校と改称。同時に併設で川辺中学校・泉田中学校が開校。
- 1952年 - 校歌完成
- 1954年 - 小県郡川辺村上田市に編入合併。上田市立川辺小中学校と改称。体育館落成。
- 1956年 - 小県郡泉田村上田市に編入合併。上田市立泉田小中学校と改称。
- 1957年 - 小県郡室賀村と浦里村、上田市の小泉地籍町小泉地区の合併により小県郡川西村発足。 泉田小中学校、上田市立から上田市小県郡川西村組合立となる。
- 1959年 - 泉田小中学校解体。小学校は川西村・上田市残存北部分は上田市小県郡川西村組合立小泉小中学校（中学のみ川西村分収容）となり上田市残存部南部は上田市立川辺小学校と統合。中学校は北部を含めて統合され上田市立第四中学校となる。プールが完成。
- 1960年 - 上田市立第四中学校が現在地に移転し、小学校単立校となる。
- 1961年 - 廃校となった小泉小学校の半過分校を統合して小学校も中学校の学区と同じになる。
- 1968年 - 第一校舎落成
- 1970年 - 第二校舎落成
- 1973年 - 第三校舎落成
- 1975年 - 突風により校舎南側のポプラ倒木
- 1977年 - 第四校舎落成、体育館拡張
- 1980年 - 校庭拡張
- 1981年 - 校庭野外照明設置
- 1984年 - 上田市立南小学校開校に伴い下之条地区・上田原地区南部・旧小泉小学校半過分校地区が分離。
- 2002年 - 川辺児童クラブ設置
- 2004年 - 新体育館落成
- 2008年 - 新プール完成